# Вальтер Гергольд
Вальтер Гергольд (нім. Walther Gerhold; 8 червня 1921 — 2 березня 2013) — німецький військовик, шрайбермат крігсмаріне, обермайстер поліції. Кавалер Лицарського хреста Залізного хреста.

## Біографія
Здобув торгову освіту. В 1940 році вступив у ВМФ. Служив на міноносцях, брав участь у боях на Ла-Манші. Після створення в 1943 році першого диверсійно-штурмового з'єднання перейшов в нього, керував пілотованою торпедою «Негер». 20 квітня 1944 року торпедував британський танкер в бухті Нептуна. Із завдання на базу повернулися лише 3 із 12 диверсантів. У ніч на 6 липня 1944 року біля берегів Нормандії висадився з малого підводного човна «Вісель» і встановив міну, внаслідок вибуху якої британський крейсер отримав тяжкі пошкодження. Після цього Гергольд повернувся на човен. Після закінчення війни вступив на службу в поліцію міста Борк біля Людінггаузена, дослужився до головного комісара.

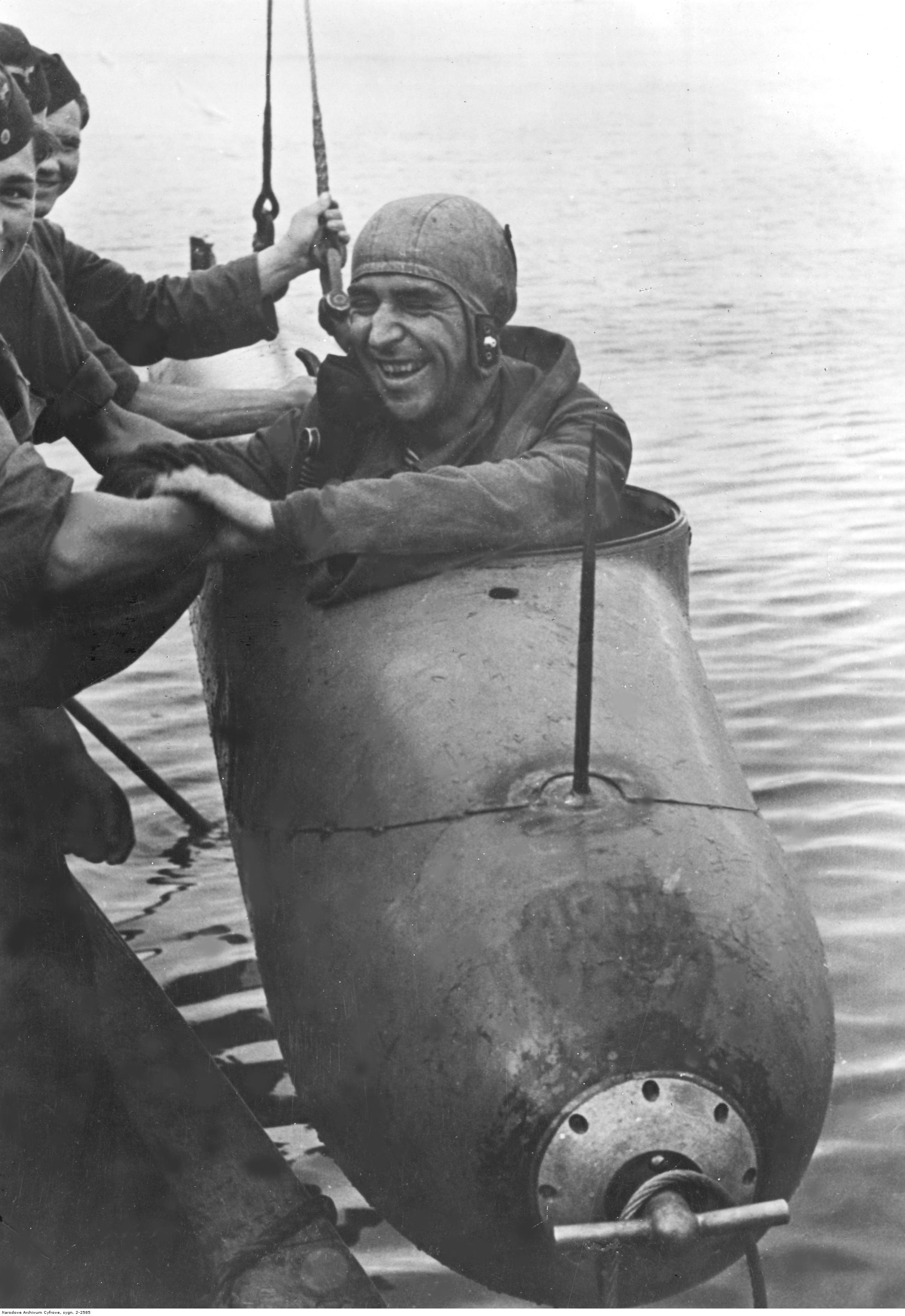
Гергольд у своїй торпеді «Негер»

## Звання
- Шрайберєфрейтор (1жовтня 1941)
- Шрайбероберєфрейтор (1 жовтня 1942)
- Шрайбермат (1 серпня 1944)

## Нагороди
- Шнур за відмінну стрільбу
- Нагрудний знак «За поранення» в чорному (23 лютого 1942)
- Нагрудний знак есмінця (24 грудня 1942)
- Залізний хрест
  - 2-го класу (24 грудня 1942)
  - 1-го класу (6 липня 1944)
- Лицарський хрест Залізного хреста (6 липня 1944)
- Відзначений у Вермахтберіхт (16 липня 1944)